# Татеї
Татеї (Aegotheles tatei) — вид дрімлюгоподібних птахів родини еготелових (Aegothelidae).

## Поширення
Ендемік Нової Гвінеї. Відомий з чотирьох музейних зразків які зібрані на кордоні Індонезії та Папуа (1936 та 2014 роки) та на піденному сході Папуа Нової Гвінеї (1969).

## Опис
Птах завдовжки 25 см. Верхня частина рудувато-коричнева з нечисленними білими плямами. Нижня частина світліша.

## Спосіб життя
Як і всі еготелові активний вночі. Вдень ховається в дуплах. Живиться комахами. Даних про розмноження немає.